# Starhopper

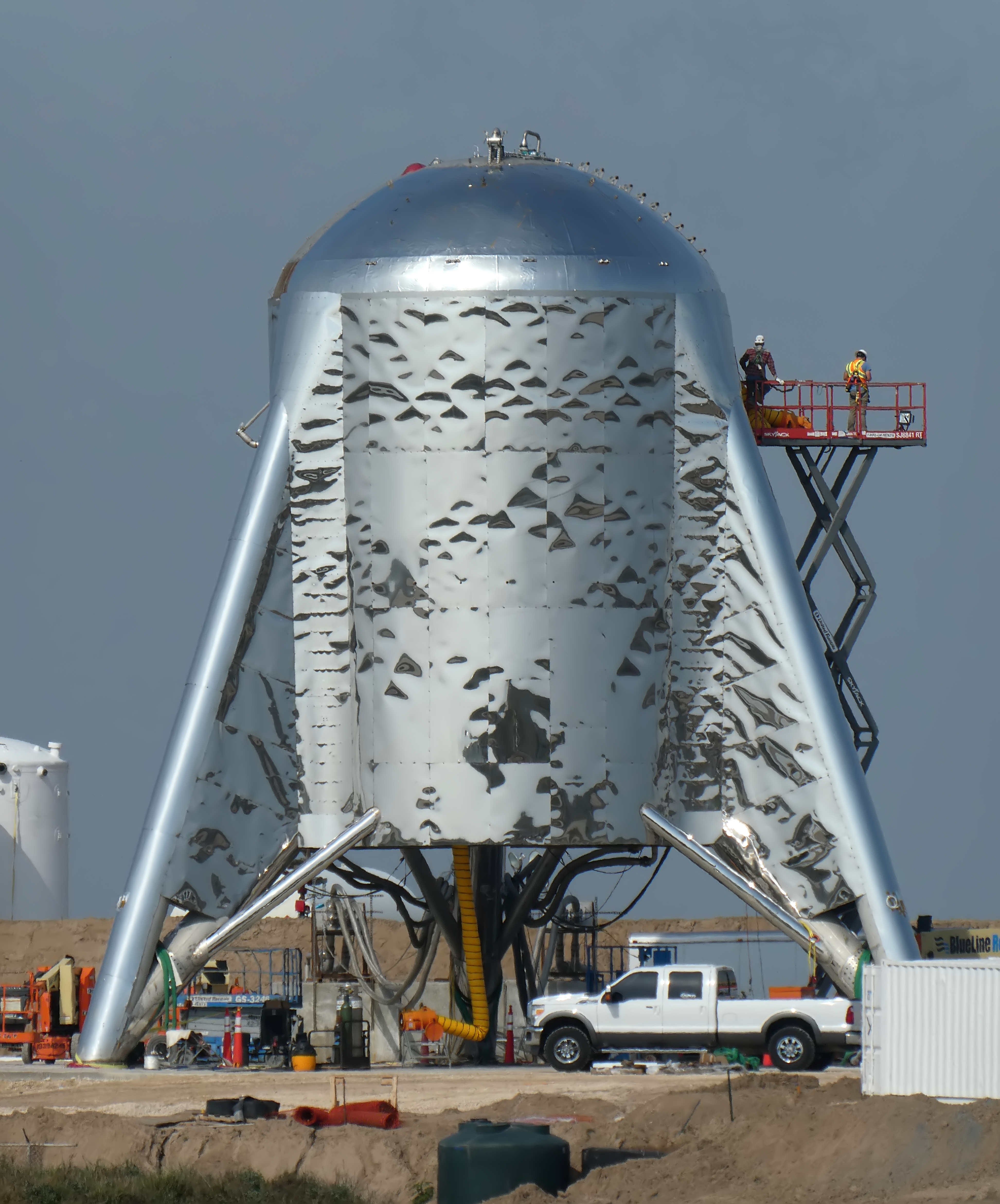
Starhopper in Boca Chica, Texas (März 2019)

Der Starhopper oder Starship Hopper (deutsch: Sternenhüpfer / Sternenschiffhüpfer) ist ein Fluggerät des Raumfahrtunternehmens SpaceX. Er diente zur Erprobung des Raptor-Triebwerks für das Raketenprojekt Starship. Der Hopper absolvierte im Sommer 2019 zwei erfolgreiche Flüge.
Die Bezeichnung Starship Hopper bezieht sich auf die geplante obere Raketenstufe – das Starship – und auf die Flughöhe: Im Vergleich mit einem Raketenstart machte der Hopper nur kleine „Hüpfer“.

## Hintergrund
SpaceX arbeitet seit den späten 2010er Jahren an der neuen Superschwerlastrakete Starship (anfangs BFR genannt). Sie soll den Aufbau einer Mondbasis und letztlich eine Besiedlung des Mars ermöglichen. Nach wechselnden Plänen setzte sich 2018 ein ungewöhnlicher Entwurf des Firmengründers und Entwicklungschefs Elon Musk durch. Als Material für die Außenhülle der Rakete sollte demnach hochglanzpolierter Edelstahl verwendet werden. Die Form ihrer – ebenfalls Starship genannten – oberen Stufe orientierte sich zunächst an Science-Fictions der 1950er Jahre, insbesondere an dem Tim-und-Struppi-Comic Schritte auf dem Mond: Sie sollte drei flügelartige Stand- und Landebeine und eine rund zulaufende Spitze erhalten.
Damit alle Teile der Rakete ungefähr gleichzeitig fertig werden, verlief die Entwicklung zunächst vom kompliziertesten Teil hin zum einfachsten. Bereits 2017 begann der Test von Triebwerksprototypen. Es folgte das Starship und schließlich die untere Stufe.
Der Starhopper diente vornehmlich für erste Flugversuche mit einem Nullserientriebwerk. Er wurde auf der SpaceX South Texas Launch Site, einem Gelände an der texanischen Golfküste und an der Grenze zwischen den Vereinigten Staaten und Mexiko, gebaut und erprobt. Am selben Ort begann zu dieser Zeit auch der Bau eines ersten Starship-Prototyps in Originalgröße. Die meisten Arbeiten an beiden Geräten fanden im Freien statt, wenige Meter entfernt von einer öffentlichen Straße, was Schaulustige und Fotografen anzog. Dies führte zur Einrichtung einer Drohnen-Flugverbotszone.

## Aufbau und Technik

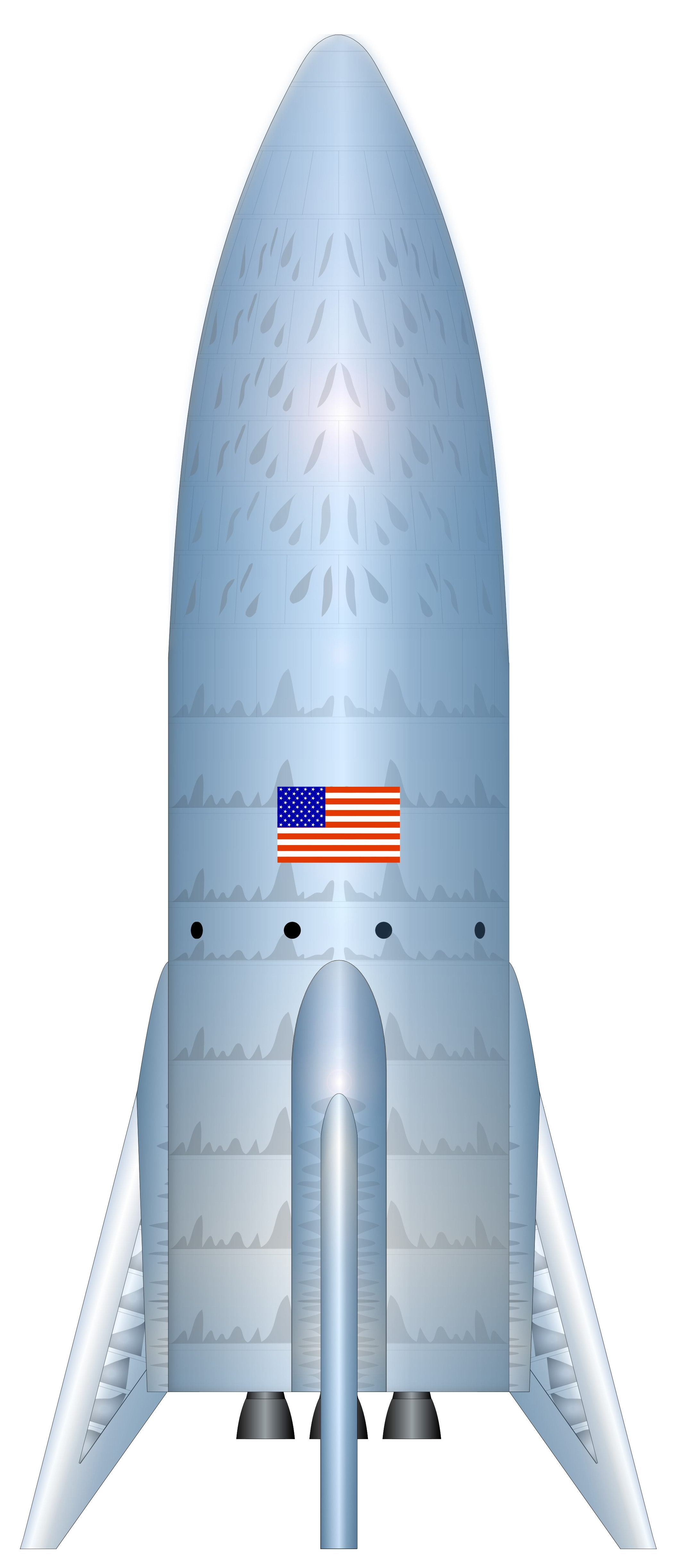
Zeichnung des Mock-ups mit Triebwerksattrappen

Der Starhopper entstand im Zeitraum von November 2018 bis März 2019. Seine tragende Struktur besteht aus einem dreieckigen Gerüst, umgeben von einem Stahlzylinder mit drei angeschweißten Standbeinen. Der Rumpf des Hoppers hat in etwa den geplanten Durchmesser des Starships von 9 Metern. Seine Außenseite und zwei von drei Beinen waren mit dünnen, spiegelglatten Edelstahlblechen verkleidet, die nach Abschluss der Tests wieder entfernt wurden.
Im Inneren des Fluggeräts befinden sich Tanks für mindestens 30 Tonnen Flüssigsauerstoff und verflüssigtes Methan. Zur Betätigung von Ventilen und zum Kippen des Triebwerks sind hydraulische und/oder pneumatische Systeme vorhanden. Das Neigen des Triebwerks in beliebige Richtungen ermöglichte eine Schubvektorsteuerung und somit eine Kontrolle von Nick- und Gierbewegungen während des Flugs. Rollbewegungen wurden hingegen mit Kaltgastriebwerken gesteuert, die identisch mit denen der SpaceX-Rakete Falcon 9 sind.
Anfangs – noch vor dem Innenausbau – entsprach das Aussehen des Starhoppers dem damaligen Starship-Designentwurf (siehe Zeichnung); es wurden sogar drei Triebwerksdüsenattrappen für ein PR-Foto eingesetzt. Der PR-Coup gelang und die Medien berichteten bereits im Januar 2019 über einen vermeintlich „fertigen Prototyp“ des Starships. Kurz darauf wurde die obere Hälfte des Vehikels vom Sturm weggeweht und irreparabel beschädigt; die Oberfläche der unteren Hälfte zerknitterte anschließend beim Einbau eines Schotts. Seitdem bildet das Schott den „Deckel“ der Konstruktion. SpaceX entschied sich, kein neues Hopper-Oberteil mehr zu bauen. Oben auf dem Schott wurden Stickstoff-Druckbehälter (COPVs) zum Betrieb der Kaltgastriebwerke und entsprechende Heliumbehälter zur Druckbeaufschlagung der Tanks angebracht.
Am 9. März wurde der Hopper auf einem Tieflader zum Startplatz gefahren, wo schließlich ein echtes Raptor-Triebwerk eingebaut wurde.

## Tests
In der zweiten Märzhälfte 2019 fanden regelmäßige Betankungstests statt, und Anfang April wurde zweimal das Triebwerk gezündet. Damit der Hopper noch nicht abhebt, war er an den Beinen angebunden. Das Triebwerk wurde bei den beiden Testläufen beschädigt und wieder ausgebaut. Weitere Raptor-Exemplare wurden bei Probeläufen im SpaceX-Testzentrum in McGregor (Texas) zerstört.
Mit dem  Raptor SN6 – dem sechsten gebauten Triebwerk – absolvierte der Starhopper am 25. Juli 2019 (Ortszeit) einen ersten, etwa 20 Meter hohen und 20 Sekunden dauernden Flug. Nach der Landung entstanden mehrere Flurbrände neben dem Startgelände, die auch ein benachbartes Wildschutzgebiet erfassten. Es verbrannten mindestens 40 Hektar Land.
Ein zweiter und letzter Testflug fand am 27. August 2019 (Ortszeit) mit demselben Triebwerk statt. Er erreichte plangemäß eine Höhe von zirka 150 Metern. Ungefähr 50 Sekunden nach dem Abheben landete der Hopper innerhalb einer kreisförmigen Markierung etwa 200 Meter östlich des Startplatzes. Im selben Moment löste sich einer der auf dem oberen Schott angebrachten Druckbehälter und flog durch den Rückstoß des ausströmenden Gases vom Landeplatz.
Während aller Tests galten Straßen- und Luftraumsperren. Die Bewohner der Sperrzone mussten sich bei der Einfahrt ausweisen, und Besucher wurden nicht geduldet. Die Zufahrt zum nahegelegenen Strand an der Golfküste war während der Tests geschlossen.

## Verbleib

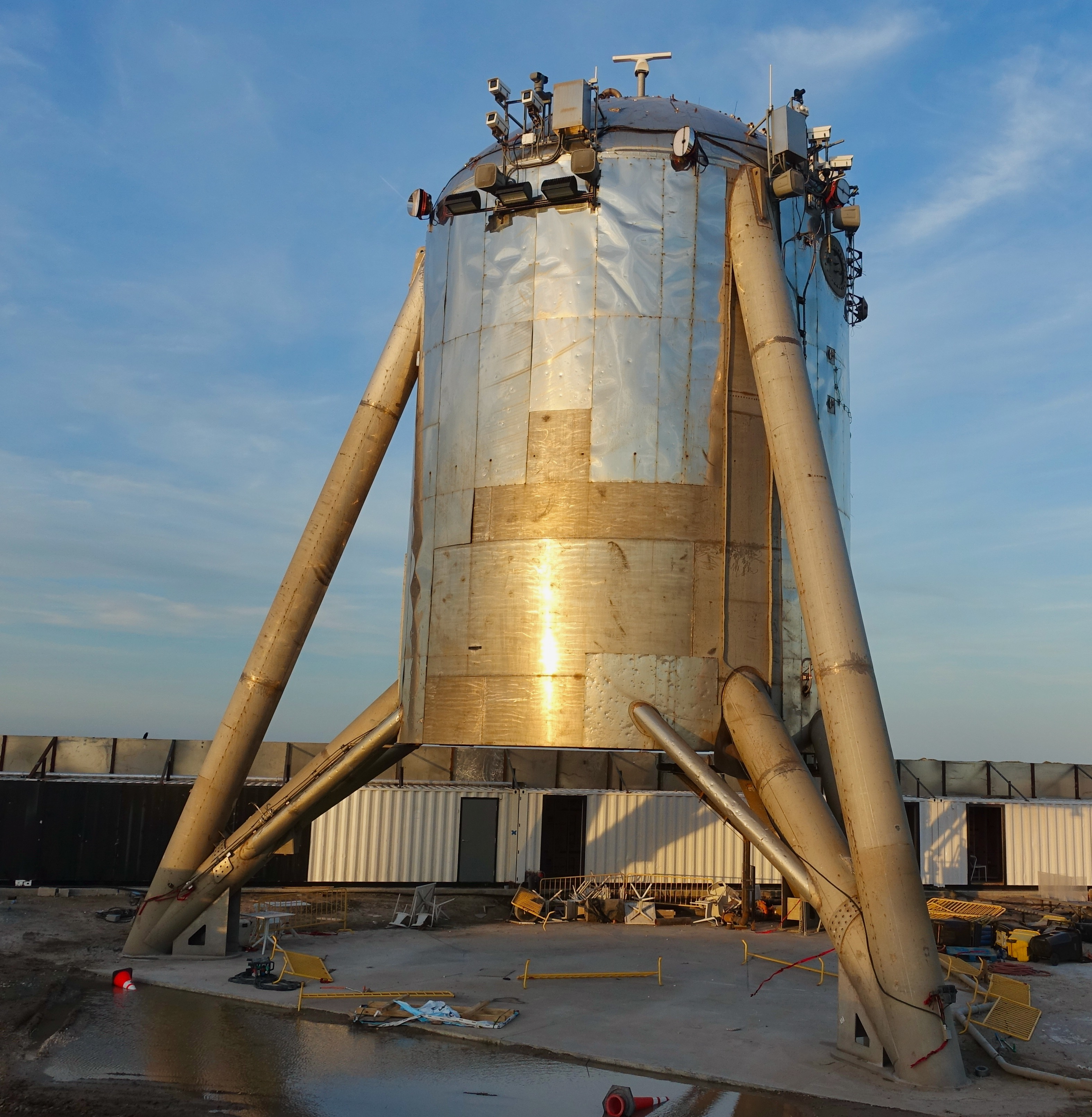
Starhopper in neuer Funktion (Dezember 2020)

Nach Abschluss der Testflüge sollte das Gerät als Triebwerksprüfstand weitergenutzt werden. Stattdessen steht es heute in der Nähe seines damaligen Startplatzes und dient als Halterung für Kameras, Antennen und Flutlichtscheinwerfer.

## Historische Einordnung
Mit dem Starhopper-Flug am 25. Juli 2019 wurde erstmals ein Raketentriebwerk der Full-flow-staged-combustion-Technologie eingesetzt. Frühere Versuche mit dieser komplexen Triebwerkstechnik sowohl in der Sowjetunion als auch in den USA waren nicht bis zur Einsatzreife gelangt. Zusammen mit der Verwendung von Methan als Treibstoff soll sie hohe Effizienz bei geringem Verschleiß ermöglichen und eignet sich daher besonders für wiederverwendbare Raketen.
Zudem wurde mit dem Starhopper erstmals eine Raketentechnologie erprobt, die für den bemannten Marsflug vorgesehen ist.